# Monaster Narodzenia Matki Bożej w Jurewiczach
Monaster Narodzenia Matki Bożej – prawosławny klasztor w Jurewiczach, w eparchii turowskiej i mozyrskiej Egzarchatu Białoruskiego, funkcjonujący od 1865 do lat 20. XX wieku i ponownie od 1992 w zabudowaniach siedemnastowiecznego klasztoru Jezuitów. Sobór Narodzenia Matki Bożej wchodzi w skład dekanat kalinkowickiego.

## Historia
Pojezuicki kościół w Jurewiczach został odebrany Kościołowi katolickiemu i zaadaptowany na cerkiew w ramach represji po powstaniu styczniowym. W 1865 przy świątyni urządzony został żeński monaster Narodzenia Matki Bożej, zaś barokowy kościół przebudowano w stylu bizantyjsko-rosyjskim. W czasie trwającej od 1873 do 1876 przebudowy do obiektu dobudowano dwanaście cebulastych kopuł. Prawosławny klasztor istniał do lat 20. XX wieku, gdy został zlikwidowany. Cerkiew pozostała czynna jako parafialna do 1930, jednak jej wyposażenie zostało zarekwirowane w momencie likwidacji wspólnoty mniszej i obiekt stopniowo podupadał.
Po II wojnie światowej kompleks klasztoru w Jurewiczach ulegał stopniowej dewastacji; o ile budynki mieszkalne zostały przekazane domowi dziecka i lecznicy dla dzieci upośledzonych, to kościół (cerkiew) pozostawał nieużytkowany. Dopiero w 1993 władze Białorusi przekazały obiekty eparchii turowskiej z przeznaczeniem na żeński monaster. Od 2005 jest to klasztor męski. W 2013 w Jurewiczach żył jeden mnich. Trwa gruntowny remont zespołu.